# Transferencia de masa
La transferencia de masa es el movimiento neto de masa desde una ubicación, lo que generalmente significa flujo, fase, fracción o componente, a otra. La transferencia de masa ocurre en muchos procesos, como la absorción, evaporación, secado, precipitación, filtración por membrana y destilación. La transferencia de masa es utilizada por diferentes disciplinas científicas para diferentes procesos y mecanismos. La frase se usa comúnmente en ingeniería para procesos físicos que involucran el transporte difusivo y convectivo de especies químicas dentro de los sistemas físicos. 
Algunos ejemplos comunes de procesos de transferencia de masa son la evaporación del agua de un estanque a la atmósfera, la purificación de la sangre en los riñones y el hígado y la destilación del alcohol. En los procesos industriales, las operaciones de transferencia de masa incluyen la separación de componentes químicos en columnas de destilación, absorbentes como depuradores o decapantes, adsorbedores como lechos de carbón activado y extracción líquido-líquido. La transferencia de masa a menudo se acopla a procesos de transporte adicionales, por ejemplo, en torres de enfriamiento industrial. Estas torres acoplan la transferencia de calor a la transferencia de masa permitiendo que el agua caliente fluya en contacto con el aire. El agua se enfría expulsando parte de su contenido en forma de vapor de agua. 

## Astrofísica
En astrofísica, la transferencia de masa es el proceso por el cual la materia unida gravitacionalmente a un cuerpo, generalmente una estrella, llena su lóbulo de Roche y se une gravitacionalmente a un segundo cuerpo, generalmente un objeto compacto (enana blanca, estrella de neutrones o agujero negro), y finalmente se acrecienta en él. Es un fenómeno común en los sistemas binarios y puede desempeñar un papel importante en algunos tipos de supernovas y púlsares.

## Ingeniería Química
La transferencia de masa encuentra una amplia aplicación en problemas de ingeniería química. Se utiliza en ingeniería de reacción, ingeniería de separaciones, ingeniería de transferencia de calor y muchas otras subdisciplinas de ingeniería química como la ingeniería electroquímica.
La fuerza motriz para la transferencia de masa suele ser una diferencia en el potencial químico, cuando puede definirse, aunque otros gradientes termodinámicos pueden acoplarse al flujo de masa y conducirlo también. Una especie química se mueve desde áreas de alto potencial químico a áreas de bajo potencial químico. Por lo tanto, la máxima extensión teórica de una transferencia de masa dada suele estar determinada por el punto en el que el potencial químico es uniforme. Para los sistemas monofásicos, esto generalmente se traduce en una concentración uniforme a lo largo de la fase, mientras que para los sistemas multifásicos, las especies químicas a menudo prefieren una fase sobre las otras y alcanzan un potencial químico uniforme solo cuando la mayoría de las especies químicas han sido absorbidas en la fase preferida, como en la extracción líquido-líquido. 
Si bien el equilibrio termodinámico determina la extensión teórica de una operación de transferencia de masa dada, la tasa real de transferencia de masa dependerá de factores adicionales que incluyen los patrones de flujo dentro del sistema y las difusividades de las especies en cada fase. Esta tasa se puede cuantificar mediante el cálculo y la aplicación de coeficientes de transferencia de masa para un proceso general. Estos coeficientes de transferencia de masa generalmente se publican en términos de números adimensionales, que a menudo incluyen números de Péclet números de Reynolds, números de Sherwood y números de Schmidt, entre otros.

## Analogías entre calor, masa y transferencia de momento
Existen notables similitudes en las ecuaciones diferenciales aproximadas de uso común para el momento, el calor y la transferencia de masa. Las ecuaciones de transferencia molecular de la ley de Newton para el impulso de fluidos a un número de Reynolds bajo (flujo de Stokes), la ley de Fourier para el calor y la ley de Fick para la masa son muy similares, ya que todas son aproximaciones lineales al transporte de cantidades conservadas en un campo de flujo. A mayor número de Reynolds, la analogía entre la transferencia de masa y calor y la transferencia de momento se vuelve menos útil debido a la no linealidad de la ecuación de Navier-Stokes (o, más fundamentalmente, la ecuación general de conservación del momento), pero la analogía entre transferencia de calor y masa sigue siendo buena. Se ha dedicado mucho esfuerzo al desarrollo de analogías entre estos tres procesos de transporte para permitir la predicción de uno de los otros. 